# 粗茎红景天
粗茎红景天（学名：Rhodiola wallichiana）为景天科红景天属的植物。分布在不丹、尼泊尔、锡金、缅甸以及中国大陆的西藏、云南等地，生长于海拔2,600米至3,800米的地区，常生于山坡林下石上，目前尚未由人工引种栽培。

## 别名
豺帚（改订植物名汇） 粗干景天（拉汉种子植物名称）

## 异名
- Rhodiola wallichiana (Hook.) S. H. Fu var. cholaensis (Praeg.) Fu